# Hastings Ismay
Hastings Lionel Ismay, I Barón Ismay (21 de junio de 1887 - 17 de diciembre de 1965), fue un general y diplomático británico. Oficial del Ejército Indio Británico, es conocido principalmente por su papel como asistente militar principal de Winston Churchill durante la Segunda Guerra Mundial y por haber sido el primer secretario general de la OTAN entre 1952 y 1957.
Ismay nació en Nainital (India) en 1887 y fue educado en el Reino Unido en la Charterhouse School y en el Royal Military College de Sandhurst. A continuación, se alistó al Ejército Indio Británico como oficial del 21.er Regimiento de Caballería Propia del Príncipe Alberto Víctor. Durante la Primera Guerra Mundial, sirvió con los Camel Corps en la Somalilandia Británica combatiendo al "Mulá Loco", Mohammed Abdullah Hassan. En 1925, Ismay se convirtió en secretario asistente del Comité de Defensa Imperial (CID). Tras su ascenso al rango de coronel, sirvió como secretario militar de Freeman Freeman-Thomas, virrey de la India, retornando posteriormente al CID como vicesecretario en 1936.
El 1 de agosto de 1938, poco antes del estallido de la Segunda Guerra Mundial, Ismay se convertía en secretario del comité y comenzó a planear la inminente contienda. En mayo de 1940, Winston Churchill se convirtió en primer ministro del Reino Unido y eligió a Ismay como su asistente militar jefe y oficial del estado mayor. En este puesto, Ismay ejerció como vínculo principal entre Churchill y el Comité de Jefes del Estado Mayor (CSC). Ismay además acompañó a Churchill a numerosas conferencias de los Aliados. Por los servicios y consejos de Ismay, "Churchill le debía más y admitió que le debía más que a cualquier otro militar o civil involucrado en la contienda".
Tras el final de la guerra, Ismay permaneció en el ejército otro año y ayudó a reorganizar el Ministerio de Defensa. A continuación abandonó el ejército y sirvió como Jefe del Estado Mayor en India en la administración de Luis Mountbatten, colaborando en la supervisión de la partición de la India. De 1948 a 1951 ejerció como presidente del consejo del Festival of Britain, ayudando a organizar y promocionar el evento. Posteriormente, en 1951, cuando Churchill volvió a ser primer ministro, fue nombrado secretario de Estado para las Relaciones con la Mancomunidad. Ismay aceptó el cargo, pero dimitió a los seis meses para convertirse en el primer secretario general de la OTAN en 1952. Ocupó dicha secretaría hasta 1957, para después escribir sus memorias (The Memoirs of General Lord Ismay). Falleció el 17 de diciembre de 1965 en su casa de Wormington Grange, Gloucestershire.

### Libros
- Overy, Richard (1989). The Road To War. London: Macmillan.
- Beachey, Ray (1990). The Warrior Mullah. London: Bellew Publishing. ISBN 0-947792-43-0. OCLC 60081063.
- Churchill, Winston (1948). The Gathering Storm. The Second World War 2. Boston: Houghton Mifflin Company. OCLC 3025315.
- Colville, John (1981). Winston Churchill and His Inner Circle. New York: Wyndham Books. ISBN 0-671-42583-8. OCLC 7283766.
- Conekin, Becky (2003). The Autobiography of a Nation: The 1951 Festival of Britain. Manchester: Manchester University Press. ISBN 0-7190-6060-5. OCLC 50783359.
- Collins, Larry; LaPierre, Dominique (1975). Freedom at Midnight. New York: Simon & Schuster. ISBN 0-671-22088-8. OCLC 1366307.
- Eisenhower, Dwight (1948). Crusade in Europe. Garden City, New York: Doubleday. OCLC 394251.
- Eisenhower, John (1982). Allies: Pearl Harbor to D-Day. Garden City, New York: Doubleday. ISBN 0-385-11479-6. OCLC 7672682.
- Gilbert, Martin (1991). Churchill: A Life. New York: Henry Holt and Company. ISBN 0-8050-0615-X. OCLC 24011440.
- Ismay, Hastings (1960). The Memoirs of General Lord Ismay. New York: Viking Press. ISBN 978-0-8371-6280-5. OCLC 827892.
- Johnson, Franklyn (1980). Defence by Ministry. New York: Holmes & Meier Publisher, Inc. ISBN 0-8419-0598-3. OCLC 5889060.
- Jordan, Robert (1967). The NATO International Staff/Secretariat 1952–1957. London: Oxford University Press. OCLC 59029584.
- Lamb, Richard (1991). Churchill as War Leader. New York: Caroll & Graff Publishers, Inc. ISBN 0-88184-937-5. OCLC 27340277.
- Leahy, William (1950). I Was There. New York: Whittlesey House. OCLC 397109.
- Lewin, Ronald (2004). «Hastings Lionel Ismay».  En Matthew, H.C.G; Harrison, Brian, eds. Oxford Dictionary of National Biography 29. Oxford: Oxford University Press. ISBN 0-19-861379-2. OCLC 226159003.
- Naylor, John (1984). A man and an institution. Cambridge: Cambridge University Press. ISBN 0-521-25583-X.
- Oxbury, Harold (1985). Great Britons. Oxford: Oxford University Press. ISBN 0-19-211599-5. OCLC 11533077.
- Roskill, Stephen (1972). Hankey: Man of Secrets 1. London: Collins. ISBN 0-00-211330-9. OCLC 226236422.
- Roskill, Stephen (1972). Hankey: Man of Secrets 2. London: Collins. ISBN 0-00-211330-9. OCLC 226236422.
- Sainsbury, Keith (1985). The Turning Point. Oxford: Oxford University Press. ISBN 0-19-215858-9. OCLC 10823797.
- US Department of State Historical Office (1968). Foreign Relations of the United States: Conferences at Washington, 1941–1942, and Casablanca, 1943. Washington, DC: Government Printing Office. OCLC 1444030.
- Wingate, Ronald (1970). Lord Ismay: A Biography. London: Hutchinson of London. ISBN 0-09-102370-X. OCLC 102756.

### Artículos
- «Advice on Defence: Imperial Committee in Peace and War». The Times. 12 de enero de 1939. p. 12e.
- «Allied Chiefs with the King». The Times. 17 de junio de 1944. p. 4d.
- «Atlantic Council Deputies». The Times. 20 de marzo de 1952. p. 3a.
- «British Officers Decorated». The Times. 17 de enero de 1946. p. 7c.
- «Cabinet Staff Change». The Times. 17 de diciembre de 1946. p. 4g.
- Daniel, Clifton (28 de febrero de 1952). «Franks Rejection of Post Confirmed». The New York Times.
- Daniel, Clifton (13 de marzo de 1952). «Ismay Named Civilian Chief of Atlantic Pact Organization». The New York Times.
- «Commodity Markets». The Times. 22 de mayo de 1957. p. 16g.
- «Court Circular». The Times. 16 de mayo de 1957. p. 14b.
- «Discussions in Ottawa». The Times. 15 de enero de 1952. p. 4a.
- «Dulles Gives Pledge to Save Allied Unity». The Washington Post. 10 de diciembre de 1956.
- Evans, Michael (4 de septiembre de 2006). «Army writer came close to exposing secrets of D-Day». The Times (London). Consultado el 13 de abril de 2009.
- «First Chief of NATO, Lord Ismay, 78, Dies». The Washington Post. 19 de diciembre de 1965.
- «General Ismay Promoted». The Times. 7 de noviembre de 1942. p. 4e.
- «House of Lords». The Times. 6 de febrero de 1947. p. 8a.
- «Ismay to Study Service Unity». The Washington Post. 13 de enero de 1964.
- Joffe, Josef (19 de marzo de 2009). «NATO: Soldiering On». Time. Archivado desde el original el 23 de marzo de 2009. Consultado el 13 de febrero de 2009.
- «Knighthoods for the Services». The Times. 11 de julio de 1940. p. 5g.
- Leventhal, F.M. (Autumn 1995). «A Tonic to the Nation: The Festival of Britain, 1951». Albion 27 (3).
- London Gazette: (Supplement)  no. 32142, p. 1, 26 de noviembre de 1920. Consultado el 5 de junio de 2009. Por favor, reemplaza esta plantilla por {{Cita publicación}}.
- London Gazette: (Supplement)  no. 37860, p. 411, 21 de enero de 1947. Consultado el 5 de junio de 2009. Por favor, reemplaza esta plantilla por {{Cita publicación}}.
- «Lord Ismay Appointed». The Times. 11 de marzo de 1948. p. 4c.
- «Lord Ismay, Ex-Churchill Aide, Leader in NATO, Is Dead at 78». The New York Times. 18 de diciembre de 1965.
- «M Spaak to Succeed Lord Ismay». The Times. 15 de diciembre de 1956. p. 6a.
- MI5. «4 September 2006 releases: Other subjects of Security Service enquiries». Archivado desde el original el 13 de febrero de 2009. Consultado el 14 de abril de 2009.
- «Miss Truman at South Bank Exhibition». The Times. 5 de junio de 1951. p. 4c.
- «Mr. Eden at Kremlin». The Times. 30 de octubre de 1943. p. 4d.
- «Mr. Eden Sees Marshal Stalin». The Times. 28 de octubre de 1943. p. 4c.
- «N.A.T.O. Secretary General». The Times. 13 de marzo de 1952. p. 4e.
- «New Viceroy in Delhi». The Times. 23 de marzo de 1947. p. 6e.
- «New Years Honours List». The Times. 1 de enero de 1947. p. 4f.
- «News in Brief». The Times. 26 de julio de 1946. p. 3a.
- «Obituary: Lord Ismay». The Times. 18 de diciembre de 1965. p. 9a.
- «Prime Minister in the United States». The Times. 19 de junio de 1942. p. 4a.
- «Resignation Honours». The Times. 14 de agosto de 1945. p. 4g.
- «Secretary Ismay». The Washington Post. 15 de marzo de 1952.
- Schorr, Daniel (1 de abril de 2009). «With No Clear Mission, NATO Has Little Power». NPR. Consultado el 13 de abril de 2009.
- «Scope of 1951 Festival». The Times. 9 de junio de 1949. p. 3a.
- «Sir H. Ismay Promoted». The Times. 20 de mayo de 1944. p. 7g.
- «Sir M. Hankey's Successors». The Times. 2 de junio de 1938. p. 14c.
- «The Birthday Honours». The Times. 13 de junio de 1946. p. 8a.
- «The Prime Minister in Canada». The Times. 11 de agosto de 1943. p. 4a.
- «The Queen Mary Sails with 15,000 Troops». The Times. 6 de septiembre de 1945. p. 2c.
- «Women's Part in the War». The Times. 9 de noviembre de 1942. p. 2a.